# Rosa 'Madame Pierre Oger'
Rosa 'Madame Pierre Oger' — старинный сорт роз класса Бурбонские розы. Мутация 'Reine Victoria'. От оригинального сорта отличается только окраской цветков. Назван в честь жены селекционера, согласно другому источнику, в честь его матери.

## Биологическое описание
Тетраплоид.
Высота куста 100—245 см, ширина 90—120 см. Побеги вертикальные, шипов мало. Цветки появляются по всей длине побегов. 
Листья светло-зелёные.
Цветки около 5 см в диаметре, чашевидные, махровые. Лепестки бледно-сливочно-розовые с более тёмными лилово-розовыми краями. Аромат умеренный (6/10). 
Цветение повторное, по данным некоторых источников непрерывное.

## В культуре
Весной необходима достаточно сильная обрезка, чтобы сформировать густой куст, либо лёгкая, если планируется оставить плакучую форму куста. Розу можно пригибать параллельно земле. При выращивании в плетистой форме, побеги рекомендуется подвязывать к опоре.
Зоны морозостойкости: от 5b до 10b.

## Болезни и вредители
Сорт восприимчив к пятнистостям листьев и мучнистой росе. 